# Мовинкель, Рагнхильд
Рагнхильд Мовинкель (норв. Ragnhild Mowinckel, род. 12 сентября 1992 года, Молде, Норвегия) — норвежская горнолыжница, двукратный серебряный призёр зимних Олимпийских игр 2018 года, бронзовый призёр чемпионатов мира 2019 и 2023 годов. Одна из наиболее успешных спортсменок в истории норвежского женского горнолыжного спорта.

## Карьера
Родилась в 1992 году в Молде. На лыжах с самого юного возраста. В 2012 году завоевала золотые награды на юношеском чемпионате мира в дисциплинах гигантский слалом и супер-комбинация. Ранее в этом же лыжном сезоне дебютировала на этапе Кубка мира в Загребе. Свои первые зачетные очки Кубка мира заработала в марте, заняв 25-е место в гигантском слаломе на этапе в Шладминге.
Впервые поднялась на подиум на этапах Кубка мира в 2017 году, заняв 3-е место в дисциплине супергигант на этапе в Валь-д’Изере в декабре. Впервые приняла участие на чемпионате мира в 2013 году, ни в одной из дисциплин высоких результатов не показала. Участница трёх Олимпийских игр 2014, 2018 и 2022 годов, двукратный серебряный призёр зимних Олимпийских игр 2018 года в дисциплинах гигантский слалом и скоростной спуск.
В феврале 2023 года чемпионате мира в Мерибеле завоевала бронзовую медаль в гигантском слаломе.
В сезоне 2023/24 заняла 11-е место в общем зачёте Кубка мира. Единственный раз попала в тройку лучших 27 января 2024 года в Кортине-д’Ампеццо, где впервые выиграла скоростной спуск. Это была 4-я в карьере Мовинкель победа на этапах Кубка мира. Завершила карьеру после сезона 2023/24 в возрасте 31 года.

## Результаты на крупнейших соревнованиях

### Зимние Олимпийские игры
| Олимпийские игры | Скоростной спуск | Супергигант | Гигантский слалом | Слалом | Комбинация | Команды |
| ---------------- | ---------------- | ----------- | ----------------- | ------ | ---------- | ------- |
| 2014 Сочи        | 27               | 19          | DNF2              | —      | 6          | н/д     |
| 2018 Пхёнчхан    | 2                | 13          | 2                 | —      | 4          | —       |
| 2022 Пекин       | 14               | 6           | 5                 | —      | —          | —       |

### Чемпионаты мира
| Чемпионат мира         | Скоростной спуск | Супергигант | Гигантский слалом | Слалом | Комбинация | Команды | Паралл. гигантский слалом |
| ---------------------- | ---------------- | ----------- | ----------------- | ------ | ---------- | ------- | ------------------------- |
| 2013 Шладминг          | 27               | DNF         | 21                | —      | 17         | —       | н/д                       |
| 2015 Вейл/Бивер-Крик   | 25               | 20          | 18                | —      | 9          | 5       | н/д                       |
| 2017 Санкт-Мориц       | 20               | 6           | 18                | —      | 10         | 5       | н/д                       |
| 2019 Оре               | 5                | 6           | 4                 | —      | 3          | —       | н/д                       |
| 2021 Кортина-д’Ампеццо | 10               | 12          | 9                 | —      | 9          | —       | —                         |
| 2023 Мерибель          | 10               | 5           | 3                 | —      | DNS SL     | —       | —                         |

### Победы на этапах Кубка мира (4)
| № | Сезон   | Дата           | Место проведения          | Дисциплина        |
| - | ------- | -------------- | ------------------------- | ----------------- |
| 1 | 2017/18 | 9 марта 2018   | Офтершванг, Германия      | Гигантский слалом |
| 2 | 2021/22 | 17 марта 2022  | Куршевель, Франция        | Супергигант       |
| 3 | 2022/23 | 22 января 2023 | Кортина-д’Ампеццо, Италия | Супергигант (2)   |
| 4 | 2023/24 | 27 января 2024 | Кортина-д’Ампеццо, Италия | Скоростной спуск  |